# Euxoa lanzarotae
Euxoa lanzarotae är en fjärilsart som beskrevs av Rudolf Pinker och Bacallado 1975. Euxoa lanzarotae ingår i släktet Euxoa och familjen nattflyn. Inga underarter finns listade i Catalogue of Life.